# Mauricio Morandi
Mauricio Morandi (* 28. April 1981 in Farroupilha) ist ein ehemaliger brasilianischer Radrennfahrer.
Mauricio Morandi wurde 2003 Gesamtzweiter der Volta Ciclística Internacional de Santa Catarina. In der Saison 2005 konnte er bei der Volta Ciclistica de Porto Alegre eine Etappe gewinnen und er entschied die Gesamtwertung der Volta Ciclistica Internacional do Paraná für sich. Außerdem wurde er Zweiter bei dem Eintagesrennen Grand Prix Ayrton Senna. In der Saison 2006 belegte Morandi bei der Volta Ciclística Internacional de Santa Catarina den zweiten Platz in der Gesamtwertung. 2009 gewann er eine Etappe der Volta Ciclistica Internacional de Gravataí und war am Sieg beim Mannschaftszeitfahren der Volta do Estado de São Paulo beteiligt.
Nach diesem Rennen im August 2009 wurde Morandi positiv auf Hydroxyethyl getestet. Bei ihm lag allerdings eine medizinische Indikation vor, so dass sich der brasilianische Radsportverband später bei Morandi für die Veröffentlichung seines Namens entschuldigte.
Auch sein Zwillingsbruder Fabricio war als Radrennfahrer aktiv.

## Erfolge
2005
- eine Etappe Volta Ciclistica de Porto Alegre
- Gesamtwertung Volta Ciclistica Internacional do Paraná

2009
- eine Etappe Volta Ciclistica Internacional de Gravataí
- Mannschaftszeitfahren Volta do Estado de São Paulo

## Teams
- 2007 Scott-Marcondes Cesar-São José dos Campos
- 2008 Scott-Marcondes Cesar-São José dos Campos
- 2009 Scott/Marcondes Cesar/SJC
- 2010 Scott-Marcondes Cesar-São José dos Campos
- 2013 GRCE Memorial/Prefeitura de Santos/Giant
- 2014 Memorial-Prefeitura de Santos